# 5e brigade de fusiliers motorisés de la Garde
Pour les articles homonymes, voir 5e brigade.
La 5e brigade de fusiliers motorisés de la Garde « Oplot » (en russe : 5-я гвардейская мотострелковая бригада « Оплот »), de son nom complet la 5e brigade indépendante de fusiliers motorisés de la Garde « Oplot » Donetskaïa nommée d'après le premier président de la RPD A. V. Zakhartchenko (en russe : 5-я отдельная гвардейская мотострелковая Донецкая бригада « Оплот » имени первого главы ДНР А. В. Захарченко, abrégé 5 омсбр), est une unité d'infanterie mécanisée des forces terrestres russes (numéro d'unité militaire 08805), anciennement une milice séparatiste de la république populaire de Donetsk (RPD).

## Historique
L'unité, formée en 2014 sous le nom de bataillon Oplot, participe à la guerre du Donbass aux côtés de la RPD, notamment à la seconde bataille de l'aéroport de Donetsk ou la bataille de Debaltseve. Fin 2014, une partie du bataillon Oplot rejoint le 1er corps d'armée, procédure qui les transforme en brigade de fusiliers motorisés et renommée « 2e brigade indépendante de fusiliers motorisés de la milice populaire ». Rebaptisée par la suite 5e brigade indépendante de fusiliers motorisés, une partie de l'ancien bataillon Oplot et une partie du bataillon Vostok forment, début 2015, l'épine dorsale de la Garde républicaine de la RPD.
Après avoir rejoint la milice populaire de la république populaire de Donetsk, elle est subordonnée au ministère de la Défense de la république populaire de Donetsk.
En tant que milice séparatiste, la brigade est soumise à des sanctions internationales de la part de l'Union européenne (à partir de février 2015), des États-Unis, de la Grande-Bretagne et d'un certain nombre d'autres pays.
Selon une documentation du HCDH, l'unité est accusée de violer les droits de l'homme contre des soldats ukrainiens capturés sur le champ de bataille du Donbass.
Engagée dans l'invasion russe de l'Ukraine, la 5e brigade participe à partir de février 2024 à l'offensive de Pokrovsk. Au nord de Marïnka, l'unité attaque la ville de Krasnohorivka (15 000 habitants avant la guerre), défendue par des éléments des 46e brigade aéromobile, 80e brigade d'assaut aérien et 3e brigade d'assaut. Une source russe déclare le 26 février 2024 que les forces russes sont entrées dans Krasnohorivka par un quartier résidentiel du sud et ont atteint la rue Chkilna/Paryz'koyi Komouny. Des images géolocalisées confirment au bout de deux jours que des éléments de la 5e brigade ont atteint la périphérie sud de la ville. Des véhicules blindés sont utilisés pour couvrir l'assaut et les troupes terrestres. Les forces russes déclarent, en outre, que les forces russes se sont enfoncées plus profondément vers le centre-ville. Le lendemain, les soldats de la 3e brigade d'assaut ukrainienne annoncent avoir repoussé les forces russes hors de la ville. De nouvelles attaques sont repoussées tout au long du mois du mars tandis que la ville subit d'importants bombardements aériens et d'artillerie.
En septembre 2024, le Comité d'enquête de la fédération de Russie annonce l'inculpation de quatre soldats de la 5e brigade sur la disparition et le meurtre en avril 2024 du mercenaire et correspondant de guerre américain Russell Bentley.
Le commandant de la brigade, le major général russe Pavel Klimenko, est tué en Ukraine le 6 novembre 2024 par un drone kamikaze,.
Le 5 décembre 2024, la brigade reçoit le statut d'unité de la « Garde ».
L'unité est impliquée dans la bataille de Kourakhove avec la 110e brigade de fusiliers motorisés de la Garde et reçoit une mention officielle du ministre russe de la Défense Andreï Belooussov pour la prise de la ville en janvier 2025,.